# Молли О’Дэй
Молли О’Дэй (англ. Molly O'Day, урождённая Сюзанн Добсон Нунан (англ. Suzanne Dobson Noonan); 16 октября 1911, Бейонн, Нью-Джерси — 22 октября 1998, Авила-Бич, Калифорния) — американская актриса, младшая сестра актрисы Салли О’Нил.
Родилась в Нью-Джерси младшей из одиннадцати детей в семье судьи Томаса Фрэнсиса Патрика Нунан и его супруги, певицы Метрополитен-опера, Ханны Келли. После смерти отца она с двумя сёстрами переехала в Голливуд, где в 1926 году стартовала её карьера в кино с участия в короткометражке Лорела и Харди. В 1928 году О’Дэй была включена в список «WAMPAS Baby Stars», как одна из наиболее перспективных начинающих звёзд. Её карьера в кино продлилась недолго, и в 1935 году после семнадцати ролей, она ушла из шоу-бизнеса.
Последующие годы О’Дэй занималась воспитанием своих четырёх детей от брака с актёром Джеком Дюрантом. В 1960 году актриса была удостоена именной звезды на Голливудской аллее славы. Молли О’Дэй скончалась в возрасте 87 лет в Калифорнии в октябре 1998 года.